# (ISC)²
(ISC)² чи The International Information System Security Certification Consortium (укр. Міжнародний консорціум з сертифікації в галузі безпеки інформаційних систем) — міжнародна некомерційна організація з тестування і сертифікації фахівців в галузі інформаційної безпеки. Вона була названа «найбільшою в світі організацією з безпеки ІТ». Найбільш широко відомою сертифікацією (ISC)² є Certified Information Systems Security Professional (CISSP).

## Історія
У середині 1980-х років виникла потреба у стандартизованій та нейтральній сертифікації, яка забезпечувала б структуру та продемонструвала свою компетенцію, а кілька професійних товариств визнали, що вони потребують кваліфікацію персоналу з питань інформаційної безпеки.
У червні 1988 року була організована конференція Національним інститутом стандартів і технологій (NIST) та Федеральною асоціацією педагогів безпеки інформаційних систем (FISSEA) в Університеті штату Айдахо в Покателло, штат Айдахо, для вирішення необхідності стандартизованого навчального плану для професій, пов'язаних з комп'ютерною та інформаційною безпекою. Організації, в яких взяли участь:
- Канадське товариство обробки інформації (CIPS)
- Інститут комп'ютерної безпеки (CSI)
- Асоціація управління обробкою даних Спеціальна група інтересів для сертифікованих фахівців (DPMA SIG-CP)
- Асоціація з управління обробкою даних Спеціальна група інтересів комп'ютерної безпеки (DPMA SIG-CS)
- Університет Айдахо (США)
- Асоціація безпеки інформаційних систем (ISSA)
- Міжнародна федерація обробки інформації (IFIP)

Результатом цієї конференції стало створення в середині 1989 року некомерційної організації (ISC)² , яка б проводила сертифікацію у галузях інформаційної та комп'ютерної безпеки.
У 2001 році (ISC) ² створила свій регіональний офіс у Європі, на Близькому Сході та Африканське регіональне представництво в Лондоні. У 2002 році (ISC)² відкрила своє регіональне представництво в Гонконгу, а в 2015 році — в Вашингтоні.
З 2011 року (ISC) ² організовує щорічний конгрес безпеки.

## Професійна сертифікація
У 1994 році був проведений перший іспит з CISSP (Certified Information System Security Professional з англ. — «Сертифікований професіонал в області безпеки інформаційних систем»), яка є найвідомішою, найавторитетнішою і найпопулярнішою з усіх сертифікаційних програм консорціуму. Крім неї, (ISC)² розробила цілий ряд програм професійної сертифікації в області інформаційної безпеки, ключовою відмінністю яких є незалежність від будь-яких вендорів. До іспиту допускаються всі бажаючі, проте успішного його проходження мало для отримання сертифіката. Кандидату необхідно мати не менше 5 років підтвердженого досвіду роботи в галузі інформаційної безпеки, що є стандартною вимогою для всіх значущих сертифікацій, що дозволяє відсівати новачків.
Іспит складається на комп'ютері тільки в екзаменаційних класах організацій, акредитованих (ISC)² для цих цілей, і складаються з великої бази питань, які щороку поповнюються, щоб відповідати сучасному рівню розвитку технологій, міжнародного законодавства та стандартів в області інформаційної безпеки. Іспит складається з 250 питань, згрупованих в 8 доменів (областей). На його здачу кандидатам відводиться 6 годин без регламентної перерви.
Сертифікат CISSP не є довічним і вимагає від його власника постійної активності, спрямованої на актуалізацію своїх професійних знань. Для підтвердження такої діяльності кожен учасник повинен періодично звітувати перед (ISC)² про певну кількість так званих годин CPE (Continuing Professional Education з англ. — «триваючу професійну освіту»), набраних в процесі участі в спеціальних освітніх програмах. В іншому випадку сертифікація може бути анульована.